# Bulwar Tarasa Szewczenki w Tarnopolu
Bulwar Tarasa Szewczenki w Tarnopolu (ukr. Бульвар Тараса Шевченка в Тернополі) – bulwar w mieście Tarnopolu, siedzibie administracyjnej obwodu tarnopolskiego i rejonu tarnopolskiego. Zaczyna się od ulicy Stefana Kaczały, kończy się na skrzyżowaniu ulic Metropolity Szeptyckiego i księcia Ostrogskiego.

## Historia
Dawniej przy zbiegu przedwojennych ulic Ruskiej i Mickiewicza znajdował się kościół parafialny pw. Matki Boskiej Nieustającej Pomocy.
Przy skrzyżowaniu ulic Adama Mickiewicza i Agenora Gołuchowskiego istniał gmach ratusza.

## Galeria

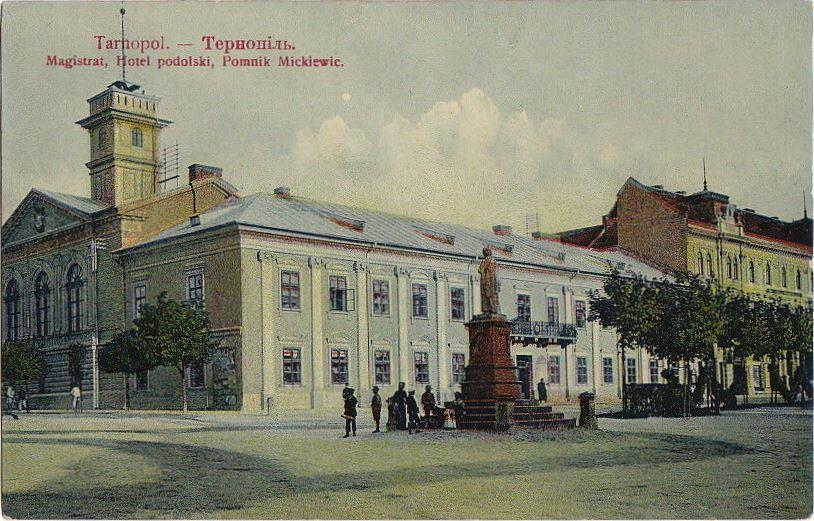
ratusz
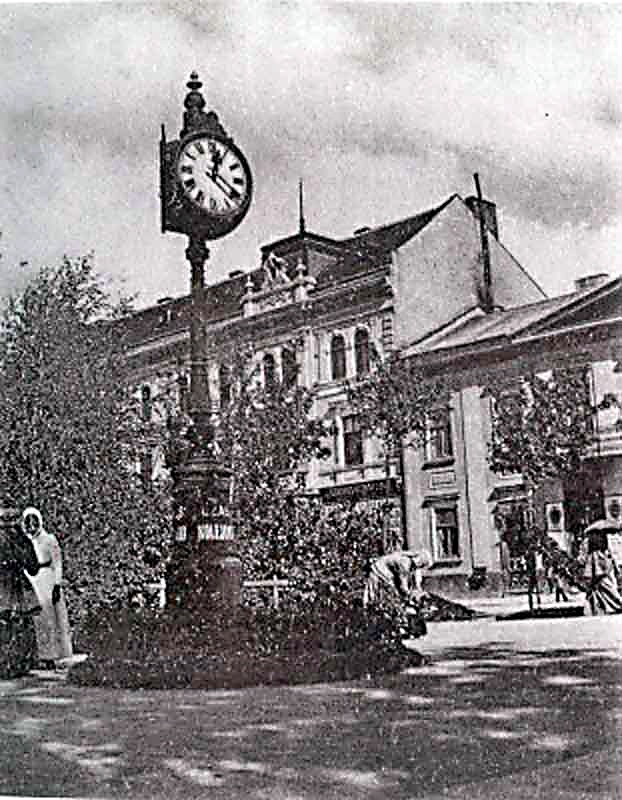
trójstronny zegar
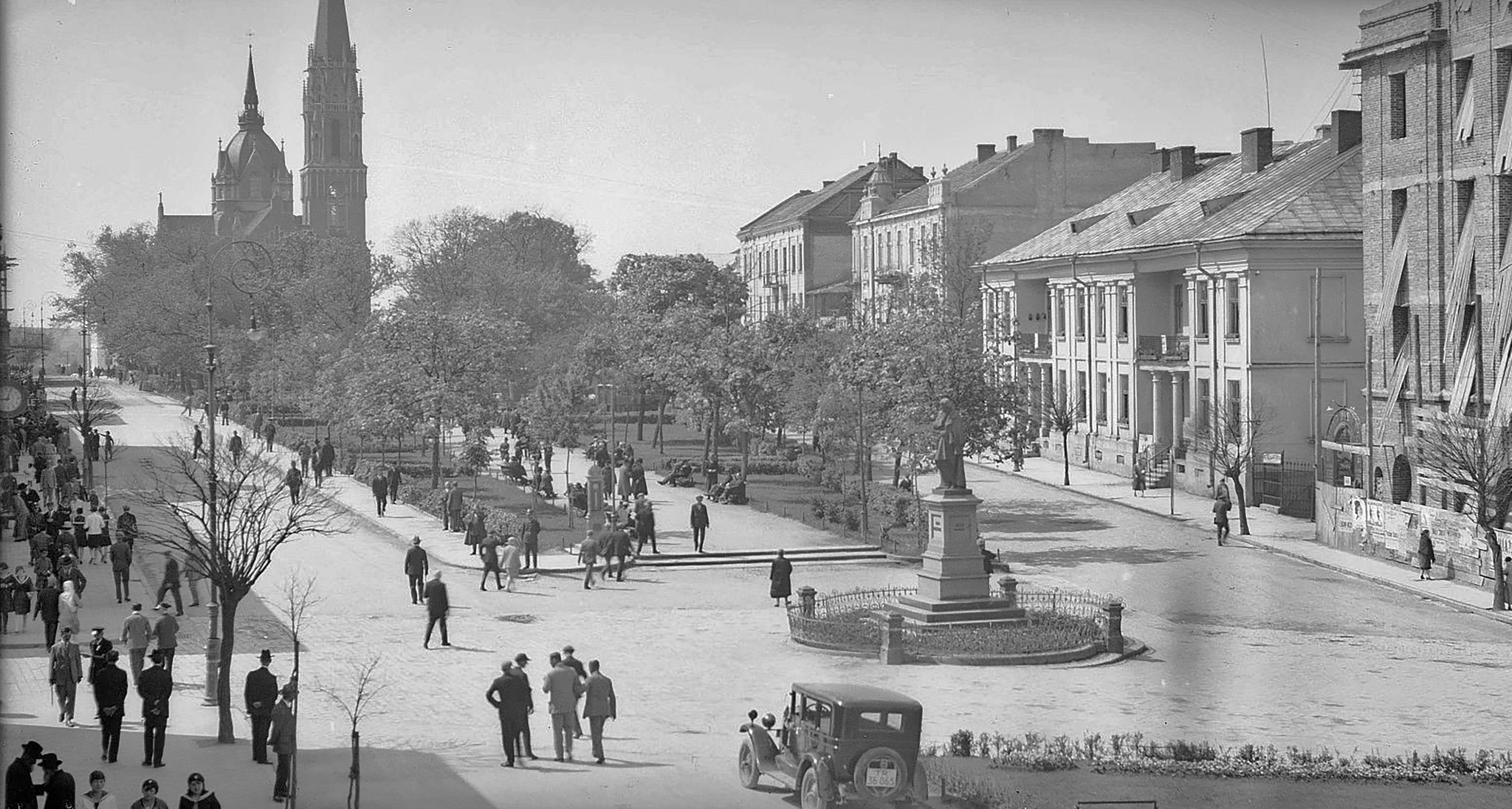
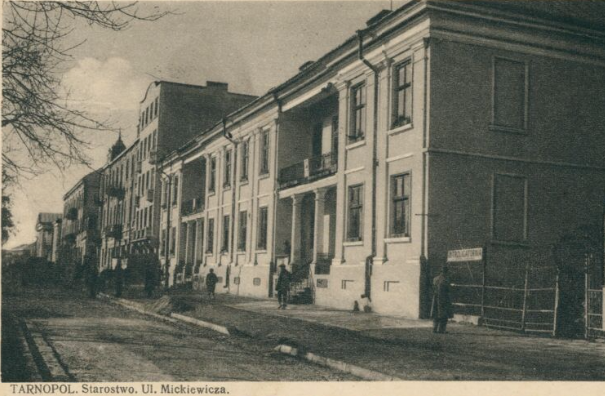